# وزارت دارایی (ژاپن)
وزارت دارایی (به ژاپنی: 財務省) یکی از وزارتخانه‌های کابینه دولت ژاپن است. این وزارت تا سال ۲۰۰۱ اوکورا-شو نامیده می‌شد. وزارت توسط وزیر دارایی اداره می‌شود، که یکی از اعضای کابینه است که توسط نخست‌وزیر از بین اعضای دایت ملی انتخاب می‌شود.